# 劉士毅
劉士毅（1886年10月31日—1982年10月5日），字仁夫，江西都昌人，中華民國陸軍二級上將，砲工、造兵學專業，與新桂系淵源甚深，中國國民黨籍，曾任總統府參軍長、國策顧問、國民大會代表，是一貫道遷往臺灣發展的重要援助人士。

## 生平
光緒十二年（1886年）生於江西都昌，父親劉經儉早逝，得年26歲，他六歲起即由母親王氏撫育長大。7歲時進入私塾就讀，兩伯父也會督促其學業。13歲時進入南康府中學就讀，喜好數理、外文，兩年後肄業進入南昌高等農業學堂，就讀三年後，於1909年肄業。約等於預備科畢業。隨後考入北洋政府陸軍部陸軍速成學堂第三期砲科。宣統三年以第一名成績畢業，獲清廷授副軍校軍階，派至南昌砲兵營服役。辛亥革命爆發，南昌宣布脫離清國統治後，劉並未留在南昌，而是在九江。後被推舉領兵支援湖北。李烈鈞就任江西都督後，命他擔任撫州府知府兼臨川縣知縣，1912年2月到任，12月即卸任。1913年調任江西陸軍第二師參謀長，但參加國民黨反袁叛亂失利，移居日本。劉在日本參加政法學校，後返回中國參加護國軍討袁。1916年冬為北洋政府保送進入日本陸軍砲工學校留學，後先後就讀千葉砲兵射擊學校、東京帝大造兵科。

### 北伐至抗戰前期
1922年又返回中國，歷任孫文政權大元帥府督戰官、高級參謀、中央直轄第四師第十六團團長、贛軍少將參謀長。1923年，任漳州“联军办事处”处长兼军事代表。1926年，劉士毅與賴世璜為蔣中正領導的國民革命軍第十四军佔領贛州，後擔任國民革命軍第十四軍中將參謀長兼第二師副師長，旋升任軍長兼第二師師長。1927年中央軍校遷至南京，劉以國民政府軍事委員會軍事教育處處長身分主導籌備事宜。1928年春調任獨立第七師師長，到江西省南部攻擊中國共產黨中國工農紅軍。1928年冬天北伐完成，蔣中正整編部隊，獨立第七師奉令縮編為第五師第十五旅，劉為中將副師長兼旅長。1929年辭軍職，國民政府任命其為江西省政府委員，後又辭職赴日留學。1930年，贛粵閩邊區剿匪總司令何應欽命令他加入打擊中國共產黨的工作，數月後調任廣西中央軍校南寧第一分校副校長兼教育長。1937年抗日战争爆发后，任國民革命軍第三十一軍軍長。1938年3月升任國民政府軍事委員會軍訓部次長。

### 盜賣洋紗案
1942年5月，時任軍訓部常務次長兼国民政府军事委员会校閱委員會主委的劉士毅與校閱委員會辦公廳主任藍騰蛟以改善職員生活為由，組織職員眷屬，開設小型紡紗工廠，並由劉妻饒秀蘭向校閱委員會借了5萬元，再向財政部物資管理局平價購銷處以官價購買一批自外國進口的洋紗，但隨後放進自家倉庫，交由商人陳守信轉賣。兩週後，軍事委員會運輸統制局監察處經濟檢查隊在四川璧山查緝到這一批洋紗，且是以市價在市面上公然販售。由於劉在軍中資歷頗深，且與新桂系關係密切，參謀總長何應欽、軍事參議院院長陳調元、白崇禧等將領均為之關說。1942年12月，軍法執行總監部舉行公開會審，劉、藍兩人相互推卸責任，且審判長陳調元等審判官皆有意寬宥，最後劉士毅被判處兩年有期徒刑，送交國民政府軍事委員會委員長蔣中正核示。後來，蔣中正與白崇禧妥協，改判劉士毅緩刑兩年，饒秀蘭處四年徒刑。
值得注意的是，軍法執行總監何成濬在其日記記載，「據姚味辛言，買紗挪用公款，雖係蓋饒秀蘭圖章，卻非饒所為，實出自劉士毅之另一夫人。」

### 戰後
在抗日戰爭結束後，劉士毅受任為中華民國國防部中將次長，1948年調任總統府戰略顧問兼華中軍政長官公署政務委員，1949年任總統府參軍長。1952年調任國防部戰略計畫研究會主任委員。劉士毅退役後獲聘為中華民國總統府國策顧問。1982年10月5日劉士義去世於台北，得年97虚岁。劉士毅同時也是第一屆國民大會江西省都昌縣代表。

## 宗教信仰
劉妻湯秀卿是一貫道點傳師。1954年，一貫道師母孫慧明想要從香港移居臺灣，於是委由發一組韓雨霖老前人安排事宜，寶光建德谷椿年前人與劉士毅商議，後來以湯秀卿母親的名義用軍機接到臺灣。

## 註解
1. ↑  當時督辦為段祺瑞